# Żleb Brzezowczyk

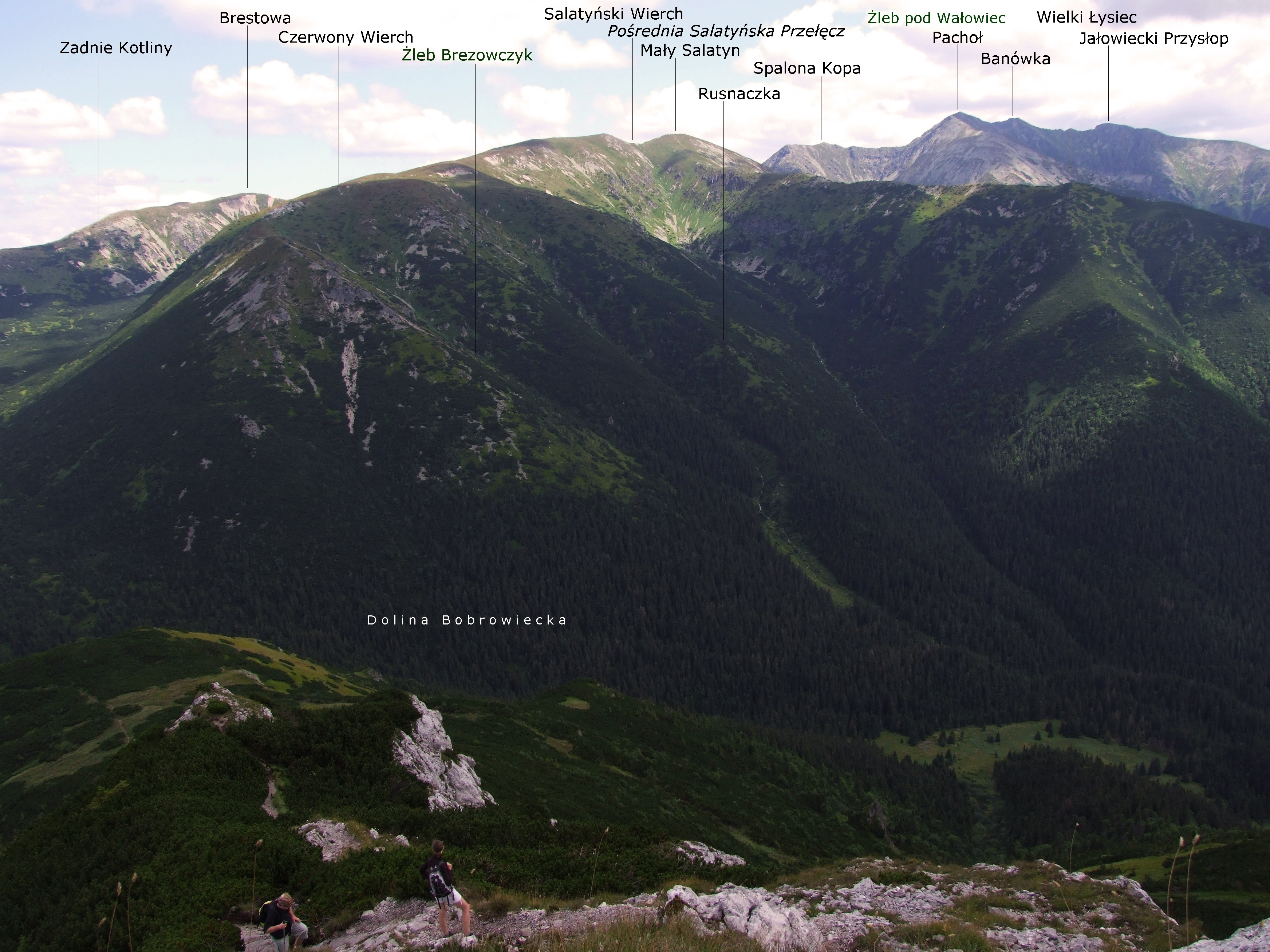
Widok z Siwego Wierchu

Żleb Brzezowczyk, Żleb Brezowczyk (słow. Brezovčik) – żleb w orograficznie lewych zboczach Doliny Bobrowieckiej Liptowskiej w słowackich Tatrach Zachodnich. Opada z wysokości nieco powyżej 1800 m z zachodnich stoków Czerwonego Wierchu do dna tej doliny. Ma długość ok. 1,3 km. Jego boczne obramowanie tworzy północno-zachodnie ramię Czerwonego Wierchu i Rusnaczka (południowo-zachodnie odgałęzienie Czerwonego Wierchu). Nieco przed ujściem łączy się z Żlebem pod Wałowiec i jednym korytem uchodzą one do dna Doliny Bobrowieckiej nieco poniżej Bobrowieckiej Polany, na wysokości ok. 1250 m. W połowie długości Brzezowczyk rozgałęzia się na dwa ramiona, które górą dochodzą pod sam grzbiet Czerwonego Wierchu. Obydwoma ramionami spływają niewielkie potoki, które łączą się w potok Brzezowczyk (Brezovčik).
Brzezowczyk jest częściowo trawiasty. Dawniej, gdy był wypasany, był bardziej trawiasty, po zniesieniu wypasu stopniowo zarasta lasem i kosodrzewiną.